# カール・ゴットロープ・ラフン

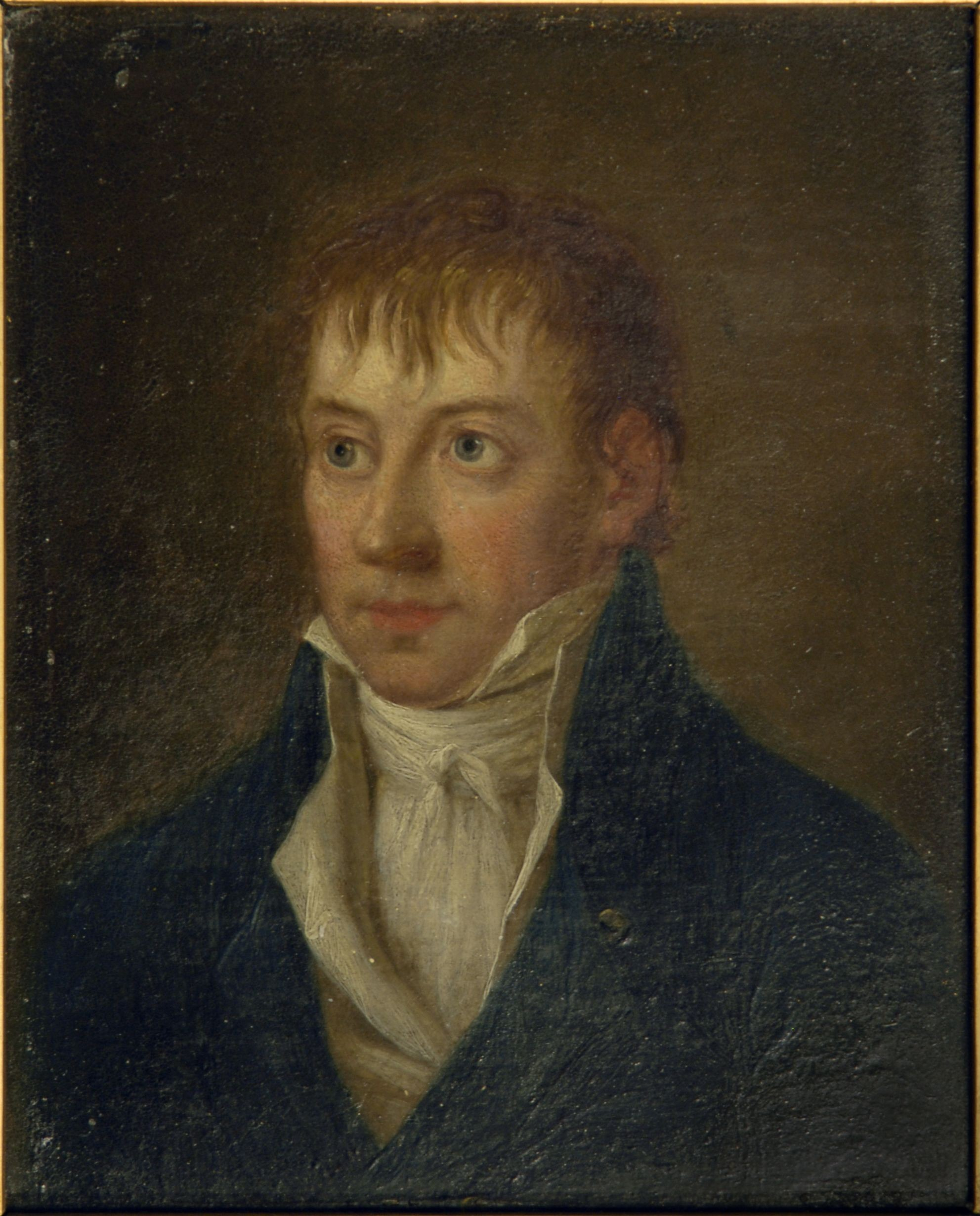
Carl Hans Hansen (1769–1828)によるGottlob Rafnの肖像画

カール・ゴットロープ・ラフン（Carl Gottlob Rafn、1769年7月31日 – 1808年5月17日）はデンマークの啓蒙学者、役人である。

## 生涯
ヴィボーに裁判官の息子に生まれた。コペンハーゲン大学で、医学と植物学を学んだが、獣医学に転じ、Peter Christian Abildgaardとともにコペンハーゲンの獣医学校で学んだ。獣医の資格をとらず農務省の技官になった。彼の指導のもとで新設されたアクアビット王立蒸溜所の所長なども含む多くのポストを務めた。1908年、コペンハーゲンにて39歳の生涯を終えた。
科学の広い分野で執筆活動を行い、Johan Bülowのデンマークの植物経済学の論文コンクールではデンマークの植物に関する総説を応募し2位に入賞した。植物生理学の教科書、『新しい物理学、化学に基づく植物生理学』（"Udkast til en Plantephysiologie, grundet paa de nyere Begreber i Physik og Chemie"）を執筆し、これはスウェーデン語やドイツ語に翻訳された。デンマーク語の教科書としては1892年にWilhelm Johansenの著書が出版されるまで唯一のものだった。1800年には動物の冬眠に関する論文を執筆した。1794年には、溺死からの蘇生法に関する著作を執筆し高く評価された。1798年にデンマーク王立科学文学アカデミー（Kongelige Danske Videnskabernes Selskab）の会員に選ばれた。
リンドウ科ケンタリウム属の種、ベニバナセンブリ Centaurium erythraea Rafn を記載した。